# واحد اوکتز

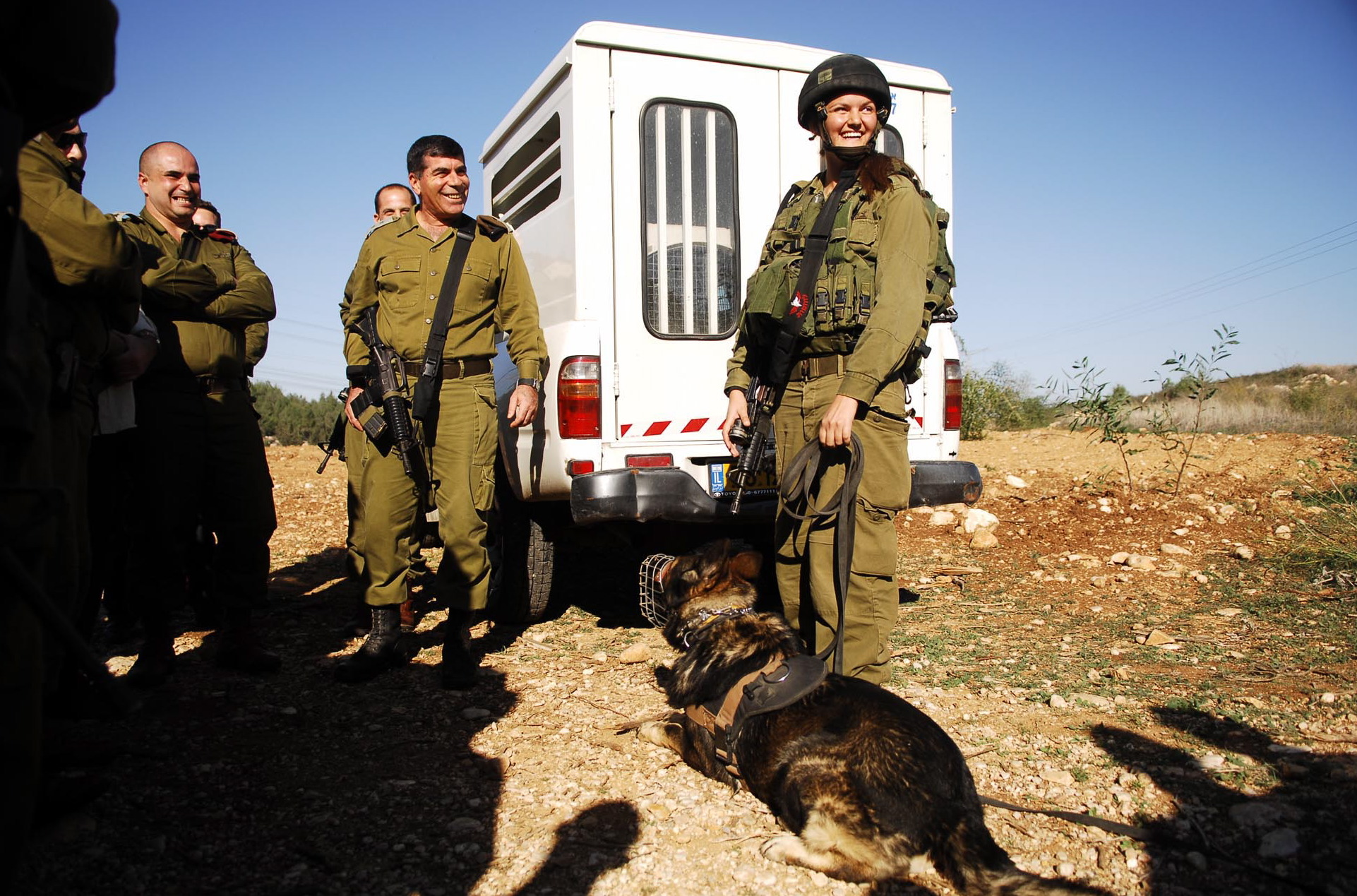
تصویری از این واحد نظامی

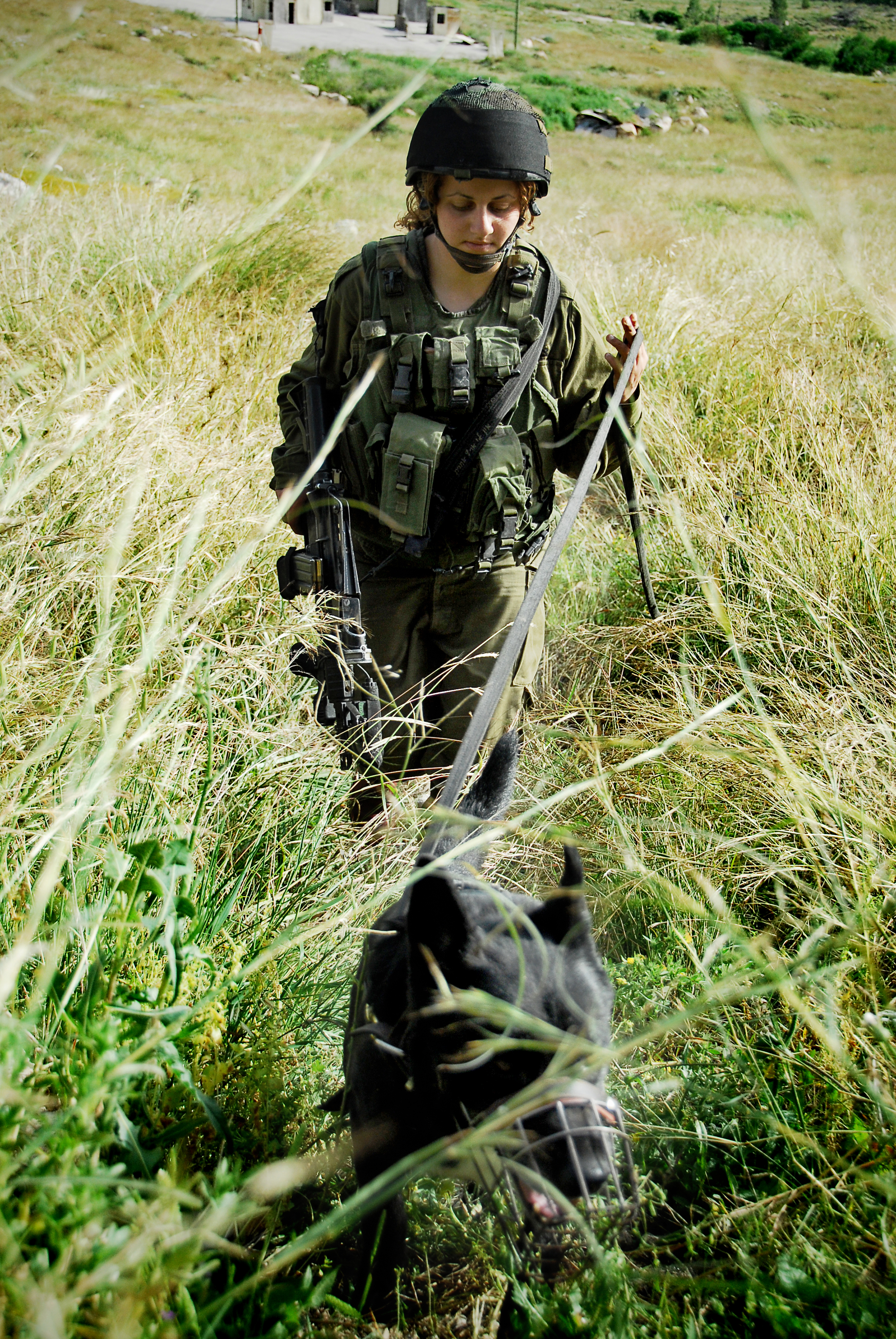
نمایی از سرباز نظامی زن واحد اوکتز، به‌همراه یک‌سگ عملیاتی - ۲۰۱۰

واحد اوکتز یک نیروی مستقل در سازمان نظامی اسراییل است که سابقه تأسیس آن به سازمان هاگانا می‌رسد. این واحد متخصص در استفاده از سگ‌ها است.
استفاده از این سگ‌ها پس از انتفاضه ۲۰۰۲ افزایش یافته‌است. از سگ‌ها در زندانهای اسراییل نیز استفاده می‌شود به گزارش یک زندانی فلسطینی پس از آنکه در بازداشت گاه اسراییل دست‌ها و چشمانش بسته بوده‌است با گفتن کلماتی به عبری حاوی کلمه «عرب» توسط سرباز اسراییلی؛ سگ به زندانی حمله می کره است.